# شکسپیر ۲۹۸۵
سیارک ۲۹۸۵ (به انگلیسی: 2985 Shakespeare، نامگذاری:1983TV1) دو هزار و نهصد و هشتاد و پنجمین سیارک کشف شده‌است که در ۱۲ اکتبر ۱۹۸۳ کشف شد.
قدر مطلق سیارک برابر ۱۲٫۱۰ است.